# بشتولسهایم
بشتولسهایم (به آلمانی: Bechtolsheim) یک شهر در آلمان است که در آلزی-ورمز واقع شده‌است. بشتولسهایم ۱٬۴۶۲ نفر جمعیت دارد.